# InterCity 125
InterCity 125, někdy také HST (z názvu High Speed Train), je označení pro britské vysokorychlostní jednotky, vyráběné v letech 1975 až 1982 a nasazené do provozu od roku 1976. 
Vlak InterCity 125 se skládá ze dvou hnacích vozů řady 43, které se nacházejí na každém konci soupravy. Tažené vozy jsou ze série Mark 3. Vlak jezdí rychlostí až 125 mph (201 km/h) v pravidelném provozu a má absolutní maximální rychlost 148 mph (238 km/h), takže je to od uvedení na trh až dodnes (2016) nejrychlejší dieselový vlak na světě. Zpočátku byly jednotky klasifikovány jako třídy 253 a 254.
Celkem bylo vyrobeno 197 motorových vozů a 848 tažených vozů a od uvedení do provozu je většina z flotily HST stále v provozu (pouze tři jednotky byly staženy v důsledku nehod). InterCity 125 stále tvoří páteř meziměstské služby na několika britských hlavních tratích. Téměř všechny soupravy však měly být od roku 2018 nahrazeny novými s elektrickým i dieselovým pohonem podle programu Intercity Express. Tyto vlaky, který vyvinula a vyrábí firma Hitachi ve svém anglickém závodě, procházely v roce 2016 zkušebním provozem.